# Rima Hassan
Rima Hassan (ur. 28 kwietnia 1992 w Aleppo) – francuska polityczka, prawniczka i aktywistka palestyńskiego pochodzenia, posłanka do Parlamentu Europejskiego X kadencji.

## Życiorys
Urodziła się w rodzinie wielodzietnej w obozie dla palestyńskich uchodźców w dzielnicy An-Najrab w Syrii. Wkrótce po jej urodzeniu jej matka wyemigrowała do siostry we Francji. Rima Hassan wraz z rodzeństwem przyjechała do tego kraju, gdy miała około dziewięciu lat. Była bezpaństwowcem, francuskie obywatelstwo otrzymała w 2010. Kształciła się w zakresie prawa na uczelniach w Évry i Montpellier, uzyskując w 2014 licencjat. Przebywała następnie przez rok w Libanie. W 2016 została magistrem prawa międzynarodowego na Université Panthéon-Sorbonne. W tym samym roku podjęła pracę w OFPRA, francuskim urzędzie ds. uchodźców i bezpaństwowców. Później została zatrudniona w Krajowym Sądzie Azylowym (CNDA).
W 2019 założyła organizację pozarządową Observatoire des camps de réfugiés, zajmującą się wspieraniem obozów dla uchodźców. W 2023 w trakcie wojny Izraela z Hamasem zrezygnowała z pracy w CNDA, po czym przeniosła się do obozu dla uchodźców w An-Najrab. Również w 2023 francuska edycja magazynu „Forbes” umieściła ją wśród 40 kobiet wyróżnionych w danym roku. Ceremonia wręczenia wyróżnień została odwołana po tym, jak na podstawie upublicznionego fragmentu wywiadu zarzucono jej usprawiedliwianie Hamasu i antysemityzm. Rima Hassan twierdziła, że nagranie objęło wyrwane z kontekstu fragmenty wypowiedzi, a także, że w tej samej rozmowie potępiła terrorystyczne działania Hamasu.
W wyborach europejskich w 2024 z ramienia lewicowego ugrupowania La France insoumise uzyskała mandat deputowanej do Europarlamentu X kadencji.
1 czerwca 2025 w trakcie wojny Izraela z Hamasem wypłynęła z Katanii wraz z Gretą Thunberg oraz innymi aktywistami na żaglowcu „Madleen” do wybrzeża Strefy Gazy, aby dostarczyć pomoc humanitarną Palestyńczykom oraz zwrócić uwagę na trwający w Palestynie kryzys humanitarny. 9 czerwca znajdujący się na wodach międzynarodowych żaglowiec został zatrzymany przez izraelskie siły zbrojne.